# ترانه‌شناسی مجید اخشابی

## آلبوم‌های استودیویی

### گمگشته(۱۳۸۰)[۱]
| نام ترانه                       | ترانه‌سرا             | آهنگساز        | تنظیم                       | توضیحات                                              |
| ------------------------------- | -------------------- | -------------- | --------------------------- | ---------------------------------------------------- |
| گمگشته                          | محمدعلی معلم دامغانی | مجید اخشابی    | مجید اخشابی                 | تیتراژ سریال "گمگشته"، رمضان ۱۳۸۰ شبکه سه            |
| بدون کلام (براساس ملودی گمگشته) | -----                | مجید اخشابی    | مجید اخشابی                 | تکنوازی سه تار، موسیقی متن سریال "گمگشته"            |
| افسوس                           | محمدعلی شیرازی       | غلامرضا صنعتگر | مجید رضازاده                |                                                      |
| برای تو                         | محمدعلی شیرازی       | غلامرضا صنعتگر | مجید رضازاده                |                                                      |
| عاشق‌ترین                        | بامداد جویباری       | غلامرضا صنعتگر | مجید رضازاده                |                                                      |
| ماه پیشونی                      | بامداد جویباری       | غلامرضا صنعتگر | محمدرضا عقیلی               |                                                      |
| سیب گلاب                        | محمدعلی معلم دامغانی | مجید اخشابی    | مجید اخشابی                 | تیتراژ برنامه کودک و نوجوان "سیب گلاب"، ۱۳۸۰ شبکه یک |
| خانهٔ سودا                       | مولانا               | مجید اخشابی    | محمدرضا عقیلی و مجید اخشابی |                                                      |
| مرواری بارون                    | اکبر آزاد            | مجید اخشابی    | مجید اخشابی                 |                                                      |
| ماه دراومد                      | بامداد جویباری       | غلامرضا صنعتگر | مجید رضازاده                |                                                      |
| ماه پیشونی (بدون کلام)          | -----                | غلامرضا صنعتگر | محمدرضا عقیلی               |                                                      |
| مرواری بارون (بدون کلام)        | -----                | مجید اخشابی    | مجید اخشابی                 |                                                      |
| ماه دراومد (بدون کلام)          | -----                | غلامرضا صنعتگر | مجید رضازاده                |                                                      |

### همراز(۱۳۸۳)[۲]
| نام ترانه         | ترانه‌سرا                          | آهنگساز        | تنظیم          | توضیحات                                                                    |
| ----------------- | --------------------------------- | -------------- | -------------- | -------------------------------------------------------------------------- |
| مهتاب             | محمدعلی معلم دامغانی              | مجید اخشابی    | مجید اخشابی    | تیتراژ برنامه جنگ شبانه "مهتاب"، تابستان ۱۳۸۳ شبکه سه                      |
| همراز             | محمدعلی معلم دامغانی              | مجید اخشابی    | مجید اخشابی    | تیتراژ سریال "همراز"، سال ۱۳٨۱                                             |
| لوح سرنوشت        | محمدعلی معلم دامغانی              | ملودی هندی     | مجید رضازاده   | آهنگ میانی سریال "مسافری از هند" (پخش در ۱ قسمت سریال)، رمضان ۱۳۸۲ شبکه سه |
| مرز تردید         | محمدرضا حبیبی                     | غلامرضا صنعتگر | غلامرضا صنعتگر |                                                                            |
| سیل اشک           | حافظ                              | مجید اخشابی    | مجید اخشابی    |                                                                            |
| تیتر روزنامه      | محمدعلی معلم دامغانی              | مجید اخشابی    | مجید اخشابی    | تیتراژ سریال "عروج"، رمضان ۱۳٨۱ شبکه سه                                    |
| ستاره‌ها           | محمدعلی معلم دامغانی و عباس سجادی | ملودی شرقی     | مجید اخشابی    | تیتراژ مسابقه "ستاره‌ها"، ١٣٨۲ شبکه دو                                      |
| شقایق             | محمدعلی معلم دامغانی              | غلامرضا صنعتگر | غلامرضا صنعتگر |                                                                            |
| مهتاب (بی کلام)   | -----                             | مجید اخشابی    | مجید اخشابی    |                                                                            |
| همراز (بی کلام)   | -----                             | مجید اخشابی    | مجید اخشابی    |                                                                            |
| سیل اشک (بی کلام) | -----                             | مجید اخشابی    | مجید اخشابی    |                                                                            |
| شقایق (بی کلام)   | -----                             | غلامرضا صنعتگر | غلامرضا صنعتگر |                                                                            |

### پریزاد(۱۳۸۴)[۳]
| نام ترانه                  | ترانه‌سرا             | آهنگساز                      | تنظیم                    | توضیحات                                                        |
| -------------------------- | -------------------- | ---------------------------- | ------------------------ | -------------------------------------------------------------- |
| بنده نواز                  | محمدعلی معلم دامغانی | مجید اخشابی                  | مجید اخشابی              | تیتراژ برنامه جنگ شبانه "محله بنده نواز"، تابستان ۱۳۸۴ شبکه سه |
| پریزاد                     | مونا برزویی          | مجید اخشابی و غلامرضا صنعتگر | مجید اخشابی              |                                                                |
| فصل پرواز                  | مونا برزویی          | مجید اخشابی                  | علیرضا افکاری            | تیتراژ برنامه تلویزیونی "سفر به خیر"، شبکه سه                  |
| مژدگانی بهار است           | محمدعلی معلم دامغانی | مجید اخشابی                  | مجید اخشابی              |                                                                |
| زائر فردا                  | ایرج قنبری           | ملودی عربی                   | علیرضا افکاری            |                                                                |
| خانه بدوش                  | محمدعلی معلم دامغانی | مجید اخشابی                  | مجید اخشابی              | تیتراژ پایانی سریال "خانه به دوش"، رمضان ۱۳۸۳ شبکه سه          |
| قاصدک                      | مونا برزویی          | علیرضا افکاری                | علیرضا افکاری            |                                                                |
| دل دیوانه                  | رهی معیری            | ملودی قدیمی (ویگن)           | غلامرضا صادقی و امید حجت | خواننده قبلی این آهنگ ویگن بوده است                            |
| بال فرشته                  | محمدعلی معلم دامغانی | مجید اخشابی                  | علیرضا افکاری            |                                                                |
| کوچ (متهم گریخت)           | محمدعلی معلم دامغانی | ملودی هندی                   | علیرضا افکاری            | تیتراژ پایانی سریال "متهم گریخت"، رمضان ۱۳۸۴ شبکه سه           |
| پرندگان (تیتراژ خانه بدوش) | -----                | مجید اخشابی                  | مجید اخشابی              | تیتراژ ابتدایی سریال "خانه به دوش"، رمضان ۱۳۸۳ شبکه سه         |
| خانه بدوش (بی کلام)        | -----                | مجید اخشابی                  | مجید اخشابی              |                                                                |
| بنده نواز (بی کلام)        | -----                | مجید اخشابی                  | مجید اخشابی              |                                                                |
| پریزاد (بی کلام)           | -----                | مجید اخشابی و غلامرضا صنعتگر | مجید اخشابی              |                                                                |

## دیگر آلبوم ها
آیینه رو(دردست تولید)

## تک آهنگ ها
|    | نام                                              | شاعر                 |
| -- | ------------------------------------------------ | -------------------- |
| ۱  | تلافی (تیتراژ فیلم تلافی)                        | مونا برزویی          |
| ۲  | حضرت باران                                       | محمدعلی معلم دامغانی |
| ۳  | دست دعا                                          | بابک نیک‌طلب          |
| ۴  | صبحی دیگر (تیتراژ صبحی دیگر)                     | فاضل نظری            |
| ۵  | گلگشت (تیتراژ برنامه تسبیح)                      | محمدرضا شفیعی کدکنی  |
| ۶  | آب و آینه                                        | عبدالجبار کاکایی     |
| ۷  | ماه و پری                                        | مونا برزویی          |
| ۸  | بهترین حرف                                       | فاضل نظری            |
| ۹  | ایوان بهار                                       | فاضل نظری            |
| ۱۰ | معما                                             | محمد مبارکی          |
| ۱۱ | ماه محبوب                                        | مونا برزویی          |
| ۱۲ | ماه من                                           | اهورا ایمان          |
| ۱۳ | مستانه (تیتراژ برنامه نسیم سبز)                  | حضرت مولانا          |
| ۱۴ | دمدمی (تیتراژ بوی خوش زندگی)                     | محمدعلی معلم دامغانی |
| ۱۵ | تا نیایش                                         | اهورا ایمان          |
| ۱۶ | روزهای زیبا                                      | رومینا تجلی          |
| ۱۷ | یک وجب خاک                                       | عبدالجبار کاکائی     |
| ۱۸ | یه بوم و دو هوا                                  | فاضل نظری            |
| ۱۹ | پیدا و پنهان                                     | عبدالجبار کاکایی     |
| ۲۰ | ایران                                            | عبدالجبار کاکائی     |
| ۲۱ | فصل اقاقی                                        | مونا برزویی          |
| ۲۲ | الفبای مهربونی                                   | محمدعلی معلم دامغانی |
| ۲۳ | مردان آهنین (رخصت)                               | عبدالجبار کاکایی     |
| ۲۴ | تیتراژ نخست سریال دارا و ندار                    | بیژن ارژن            |
| ۲۵ | تیتراژ پایانی سریال دارا و ندار                  | حضرت مولانا          |
| ۲۶ | شب‌های شیدایی                                     | عبدالجبار کاکایی     |
| ۲۷ | شب مهتاب                                         | مونا برزویی          |
| ۲۸ | معجزهٔ بهار                                       | رضا زمانه            |
| ۲۹ | تیتراژ پایانی سریال چهار چرخ                     | عبدالجبار کاکایی     |
| ۳۰ | مرا به پایان مبر (تیتراژ ابتدایی سریال چهار چرخ) | اهورا ایمان          |
| ۳۱ | هشت بهشت                                         | اسحاق انور           |
| ۳۲ | نیمه گمشده (برنامه خانواده)                      | اسحاق انور           |
| ۳۳ | اقیانوس                                          | اسحاق انور           |
| ۳۴ | آیه‌های صبح (تیتراژ صبح بخیر ایران)               | اسحاق انور           |
| ۳۵ | فرشتهٔ عشق (نقطه سر خط)                           | اسحاق انور           |
| ۳۶ | باور کن ( تیتراژ سریال خوب، بد، زشت )            | اسحاق انور           |
| ۳۷ | درخت دوستی                                       | حضرت حافظ            |
| ۳۸ | تقدیر                                            | مینا غلامی           |
| ۳۹ | تعبیر                                            | رومینا تجلی          |
| ۴۰ | نوبهار                                           | اسحاق انور           |
| ۴۱ | همدلی                                            | مرتضی امیری اسفندقه  |
| ۴۲ | یک سبد سلامتی                                    | اسحاق انور           |
| ۴۳ | درخت دوستی                                       | حافظ                 |
| ۴۴ | نوشدارو                                          | اسحاق انور           |
| ۴۵ | اولین انتخاب                                     | حامد حسینخانی        |
| ۴۶ | مدیون                                            | اسحاق انور           |
| ۴۷ | ماه دل آرا                                       | اسحاق انور           |
| ۴۸ | عکس رخ مهتاب                                     | فاضل نظری            |

### شبکه جام جم
|   | نام                     | شاعر                |
| - | ----------------------- | ------------------- |
| ۱ | تسبیح                   | محمدرضا شفیعی کدکنی |
| ۲ | روم صحرا (خانه مهر)     | محلی (فولکلور)      |
| ۳ | صبح عید (آفتاب مهربانی) | نسترن شیر محمدی     |